# Юркино (Волоколамский район)
Юркино — деревня в Волоколамском городском округе Московской области России.

## Население
| 1859 | 1926 | 2002 | 2006 | 2010 | 2013 | 2014 |
| ---- | ---- | ---- | ---- | ---- | ---- | ---- |
| 301  | ↗309 | ↘23  | ↘21  | ↘17  | ↗23  | →23  |
| 2015 | 2016 |      |      |      |      |      |
| →23  | ↘22  |      |      |      |      |      |

## Расположение
Деревня Юркино расположена у автодороги Р107 Клин — Лотошино, примерно в 15 км к северо-западу от центра города Волоколамска, в устье впадающей в Ламу реки Колпяны (бассейн Иваньковского водохранилища). Ближайшие населённые пункты — сёла Ярополец и Фёдоровское, деревни Большое Сырково, Малое Сырково и Ханево.

## Исторические сведения
В «Списке населённых мест» 1862 года Юркино — владельческая деревня 2-го стана Волоколамского уезда Московской губернии на Старицком тракте (от села Ярополча, в 16 верстах от уездного города, при реке Ламе, с 32 дворами и 301 жителем (146 мужчин, 155 женщин).
По данным на 1890 год входила в состав Яропольской волости Волоколамского уезда, число душ мужского пола составляло 140 человек.
В 1913 году — 50 дворов.
По материалам Всесоюзной переписи населения 1926 года — центр Юркинского сельсовета, проживало 309 человек (155 мужчин, 154 женщины), насчитывалось 54 хозяйства.
С 1929 года — населённый пункт в составе Волоколамского района Московской области. До 2019 года относилась к Ярополецкому сельскому поселению, до реформы 2006 года — к Ярополецкому сельскому округу.